# Fox Interactive
Fox Interactive a fost un editor de jocuri video american cu sediul în Los Angeles, California. Compania a editat jocuri bazate pe proprietăți 20th Century Fox, însă a editat și multe jocuri video originale precum Croc: Legend of the Gobbos⁠(d).

## Jocuri

### Ca un editor/licențiator
| An   | Titlu                                                 | Platform(e)                                                      | Dezvoltator(i)                   | Editor(i)              |
| ---- | ----------------------------------------------------- | ---------------------------------------------------------------- | -------------------------------- | ---------------------- |
| 1994 | The Tick                                              | SNES, Sega Genesis                                               | Software Creations               | Fox Interactive        |
| 1994 | The Pagemaster                                        | SNES, Sega Genesis, Game Boy                                     | Probe Software                   | Fox Interactive        |
| 1995 | Icebreaker                                            | Microsoft Windows                                                | Magnet Interactive Studios       | Fox Interactive        |
| 1996 | Alien Trilogy                                         | PlayStation, Sega Saturn, Microsoft Windows                      | Probe Entertainment              | Acclaim Entertainment  |
| 1996 | The Simpsons: Cartoon Studio                          | Microsoft Windows, Mac OS                                        | Big Top Productions              | Fox Interactive        |
| 1996 | Die Hard Trilogy                                      | PlayStation, Microsoft Windows, Sega Saturn                      | Probe Entertainment              | Fox Interactive        |
| 1997 | Die Hard Arcade                                       | Arcade, Sega Saturn                                              | Sega AM1                         | Sega                   |
| 1997 | Independence Day                                      | Microsoft Windows, PlayStation, Sega Saturn                      | Radical Entertainment            | Fox Interactive        |
| 1997 | The Simpsons: Virtual Springfield                     | Microsoft Windows, Mac OS                                        | Digital Evolution                | Fox Interactive        |
| 1997 | Croc: Legend of the Gobbos                            | PlayStation, Sega Saturn, Microsoft Windows                      | Argonaut Software                | Fox Interactive        |
| 1997 | Anastasia: Adventures with Pooka and Bartok           | Microsoft Windows, Mac OS                                        | Motion Works                     | Fox Interactive        |
| 1998 | Aliens Online                                         | Microsoft Windows                                                | Mythic Entertainment/Kesmai      | Fox Interactive        |
| 1998 | The X-Files: Unrestricted Access                      | Microsoft Windows                                                | Fox Interactive                  | Fox Interactive        |
| 1998 | Fox Sports Golf '99                                   | PlayStation, Microsoft Windows                                   | Gremlin Interactive              | Fox Sports Interactive |
| 1998 | Fox Sports Soccer '99                                 | PlayStation, Microsoft Windows                                   | Gremlin Interactive              | Fox Sports Interactive |
| 1998 | The X-Files Game                                      | Microsoft Windows, Mac OS, PlayStation                           | HyperBole Studios                | Fox Interactive        |
| 1998 | James Cameron's Titanic Explorer                      | Microsoft Windows                                                |                                  | Fox Interactive        |
| 1998 | N2O: Nitrous Oxide                                    | PlayStation                                                      | Gremlin Interactive              | Fox Interactive        |
| 1998 | Team LOSI RC Racer                                    | PlayStation                                                      | Gremlin Interactive              | Fox Interactive        |
| 1998 | Fox Sports College Hoops '99                          | Nintendo 64                                                      | Z-Axis                           | Fox Sports Interactive |
| 1998 | Motorhead                                             | PlayStation, Microsoft Windows                                   | Gremlin Interactive              | Fox Interactive        |
| 1998 | Virtual K'Nex                                         | Microsoft Windows                                                | Imagination Pilots Entertainment | Fox Interactive        |
| 1999 | Sci-Fi Pinball                                        | Microsoft Windows, Mac OS                                        | Gigawatt Studios                 | Fox Arcade             |
| 1999 | Aliens Versus Predator                                | Microsoft Windows, OS X                                          | Rebellion Developments           | Fox Interactive        |
| 1999 | Croc 2                                                | PlayStation, Microsoft Windows                                   | Argonaut Software                | Fox Interactive        |
| 1999 | NHL Championship 2000                                 | PlayStation, Microsoft Windows                                   | Radical Entertainment            | Fox Sports Interactive |
| 1999 | NBA Basketball 2000                                   | PlayStation, Microsoft Windows                                   | Radical Entertainment            | Fox Sports Interactive |
| 2000 | Die Hard Trilogy 2: Viva Las Vegas                    | PlayStation, Microsoft Windows                                   | N-Space                          | Fox Interactive        |
| 2000 | Croc                                                  | Game Boy Color                                                   | Virtucraft                       | THQ                    |
| 2000 | Sanity: Aiken's Artifact                              | Microsoft Windows                                                | Monolith Productions             | Fox Interactive        |
| 2000 | Alien Resurrection                                    | PlayStation                                                      | Argonaut Games                   | Fox Interactive        |
| 2000 | The Operative: No One Lives Forever                   | Microsoft Windows, PlayStation 2, OS X                           | Monolith Productions             | Fox Interactive        |
| 2000 | King of the Hill                                      | Microsoft Windows, OS X                                          | Flying Tiger Development         | Fox Interactive        |
| 2000 | The Simpsons Bowling                                  | Arcade                                                           | Konami                           | Konami                 |
| 2001 | Croc 2                                                | Game Boy Color                                                   | Natsume Co., Ltd.                | THQ                    |
| 2001 | The Simpsons: Night of the Living Treehouse of Horror | Game Boy Color                                                   | Creations                        | THQ                    |
| 2001 | Aliens: Thanatos Encounter                            | Game Boy Color                                                   | Crawfish Interactive             | THQ                    |
| 2001 | The Simpsons Wrestling                                | PlayStation                                                      | Big Ape Productions              | Activision             |
| 2001 | World's Scariest Police Chases                        | PlayStation                                                      | Unique Development Studios       | Activision             |
| 2001 | Planet of the Apes                                    | Microsoft Windows, Game Boy Advance, Game Boy Color, PlayStation | Visiware/Torus Games             | Ubisoft                |
| 2001 | Aliens Versus Predator 2                              | Microsoft Windows, OS X                                          | Monolith Productions             | Sierra Entertainment   |
| 2001 | The Simpsons: Road Rage                               | PlayStation 2, Xbox, GameCube                                    | Radical Entertainment            | Electronic Arts        |
| 2002 | Die Hard: Nakatomi Plaza                              | Microsoft Windows                                                | Piranha Games                    | Sierra Entertainment   |
| 2002 | No One Lives Forever 2: A Spy in H.A.R.M.'s Way       | Microsoft Windows, OS X                                          | Monolith Productions             | Sierra Entertainment   |
| 2002 | The Simpsons Skateboarding                            | PlayStation 2                                                    | The Code Monkeys                 | Electronic Arts        |
| 2002 | Ice Age                                               | Game Boy Advance                                                 | Artificial Mind & Movement       | Ubi Soft               |
| 2002 | Buffy the Vampire Slayer                              | Xbox                                                             | The Collective                   | Electronic Arts        |
| 2002 | Die Hard: Vendetta                                    | GameCube, PlayStation 2, Xbox                                    | Bits Studios                     | Sierra Entertainment   |
| 2002 | James Cameron's Dark Angel                            | PlayStation 2, Xbox                                              | Radical Entertainment            | Sierra Entertainment   |
| 2003 | Buffy the Vampire Slayer: Wrath of the Darkhul King   | Game Boy Advance                                                 | Natsume Co., Ltd.                | THQ                    |
| 2003 | The Simpsons: Road Rage                               | Game Boy Advance                                                 | Altron                           | THQ                    |
| 2003 | Aliens Versus Predator: Extinction                    | PlayStation 2, Xbox                                              | Zono                             | Electronic Arts        |

### Ca o etichetă a Vivendi Universal Games
| Year | Title                                  | Platform(s)                                                                          | Developer(s)               | Publisher(s)                                 |
| ---- | -------------------------------------- | ------------------------------------------------------------------------------------ | -------------------------- | -------------------------------------------- |
| 2003 | Futurama                               | PlayStation 2, Xbox                                                                  | Unique Development Studios | Vivendi Universal Games (SUA) SCi Games (EU) |
| 2003 | The Simpsons: Hit & Run                | PlayStation 2, GameCube, Xbox, Microsoft Windows                                     | Radical Entertainment      | Vivendi Universal Games                      |
| 2003 | Buffy the Vampire Slayer: Chaos Bleeds | PlayStation 2, GameCube, Xbox                                                        | Eurocom                    | Vivendi Universal Games                      |
| 2004 | The X-Files: Resist or Serve           | PlayStation 2                                                                        | Black Ops Entertainment    | Vivendi Universal Games                      |
| 2005 | Robots                                 | PlayStation 2, GameCube, Xbox, Microsoft Windows, Game Boy Advance, Nintendo DS      | Eurocom                    | Vivendi Universal Games                      |
| 2005 | Predator: Concrete Jungle              | PlayStation 2, Xbox                                                                  | Eurocom                    | Vivendi Universal Games                      |
| 2006 | Ice Age 2: The Meltdown                | Wii, PlayStation 2, GameCube, Xbox, Microsoft Windows, Game Boy Advance, Nintendo DS | Eurocom                    | Vivendi Universal Games                      |

### Titluri anulate
| An   | Titlu      | Platform(e)                    | Dezvoltator(i) | Editor(i)       |
| ---- | ---------- | ------------------------------ | -------------- | --------------- |
| 1996 | The Tick   | PlayStation, Sega Saturn       |                | Fox Interactive |
| 2000 | Titan A.E. | PlayStation, Microsoft Windows | Blitz Games    | Fox Interactive |